# Kongens Tisted Sogn
Kongens Tisted Sogn er et sogn i Rebild Provsti (Viborg Stift).
I 1800-tallet var Binderup Sogn og Durup Sogn annekser til Kongens Tisted Sogn. Alle 3 sogne hørte til Gislum Herred i Aalborg Amt. Kongens Tisted-Binderup-Durup sognekommune indgik før kommunalreformen i 1970 i Rørbæk-Nørager Kommune. Den blev ved selve kommunalreformen indlemmet i Nørager Kommune, der ved strukturreformen i 2007 indgik i Rebild Kommune.
I Kongens Tisted Sogn ligger Kongens Tisted Kirke.
I sognet findes følgende autoriserede stednavne:
- Alstrup Hede (bebyggelse, ejerlav)
- Bonderup (bebyggelse, ejerlav)
- Elbjerg (areal, bebyggelse)
- Kongens Tisted (bebyggelse, ejerlav)
- Tisbjerg (areal)

## Alstrup Hede
Alstrup Hede er en ganske lille fredning, omgivet af landbrugsjord, fredet i 1944 af arkæologiske grunde. Der ses spor efter en forsvundet landsby, formentlig en fortelandsby, dvs. et gadekær omgivet af fælles græsningsarealer og bebyggelse. På fredningen findes højryggede agre, jord- og stendiger. Da bebyggelsen på Alstrup Hede blev forladt, overgik den til hede, sådan at middelalderlandsbyen har efterladt sig diger, grøfter og veje med stendiger synligt i landskabet.